# سيرجيو جي. سانشيز
سيرجيو جي. سانشيز (بالإسبانية: Sergio G. Sánchez)‏ هو كاتب سيناريو ومخرج إسباني، ولد في 1973 في أوفييدو في إسبانيا.

## وصلات خارجية
- سيرجيو جي. سانشيز على موقع IMDb (الإنجليزية)
- سيرجيو جي. سانشيز على موقع ألو سيني (الفرنسية)
- سيرجيو جي. سانشيز على موقع أول موفي (الإنجليزية)
- سيرجيو جي. سانشيز على موقع قاعدة بيانات الأفلام السويدية (السويدية)
- سيرجيو جي. سانشيز على موقع قاعدة بيانات الفيلم (الإنجليزية)
- سيرجيو جي. سانشيز على موقع كينوبويسك (الروسية)